# Michaił Maksimow
Michaił Aleksiejewicz Maksimow (ros. Михаи́л Алексе́евич Макси́мов, ur. 1901, zm. 1978) – radziecki dyplomata.

## Życiorys
Członek WKP(b), od 1926 pracował w Ludowym Komisariacie Spraw Zagranicznych ZSRR, 1934-1938 konsul ZSRR w Majmanie. W 1942 konsul generalny ZSRR w Meszhedzie (Iran), od 1942 do 21 maja 1944 radca Ambasady ZSRR w Iranie, od 28 czerwca 1944 do 26 lutego 1946 ambasador nadzwyczajny i pełnomocny ZSRR w Iranie, 1946-1948 zastępca kierownika Wydziału Bliskowschodniego Ludowego Komisariatu/Ministerstwa Spraw Zagranicznych ZSRR. 1948-1950 zastępca kierownika Wydziału Bliskiego i Środkowego Wschodu MSZ ZSRR, 1953-1956 ekspert-konsultant Wydziału Azji Południowo-Wschodniej MSZ ZSRR, 1956-1961 zastępca kierownika tego wydziału, od 1961 ponownie jego ekspert-konsultant.